# 첸둥난 먀오족 둥족 자치주
첸둥난 먀오족 둥족 자치주(검동남묘족동족자치주, 중국어: 黔东南苗族侗族自治州 / 黔東南苗族侗族自治州, 병음: Qiándōngnán Miáozú Dòngzú Zìzhìzhōu))는 중화인민공화국 구이저우성 동남부에 위치하는 먀오족, 둥족 등의 소수민족 자치주이다.

## 지리
구이저우성 동남쪽의 산간부에 위치하며, 동쪽은 후난성 화이화 시, 남쪽은 광시 좡족 자치구 류저우 시 및 허디 시, 서쪽은 구이저우성 첸난 부이족 먀오족 자치주, 북쪽은 쭌이 시 및 퉁런 지구에 접한다. 동서 220km, 남북 240km이다.

## 역사
고대부터 먀오족 등 소수민족이 강성하였고, 중국은 그 수령에 관직을 주어 간접 지배하는 형태로 통치를 하였다. 그러나 명나라 영락제는 1413년 사주(思州) 등 선위사를 폐지하고, 직접 통치로 전환해 소수민족의 동화 정책을 실시했다. 청조도 이 정책을 답습했기 때문에, 명청시대에는 자주 먀오족 등의 반란이 일어났다. 중화인민공화국 성립 후 1956년이 되어 자치주 인민 정부가 성립, 카이리 현에 수도가 설치되었다. 1983년 카이라 현은 시로 승격하였다.

## 행정 구역

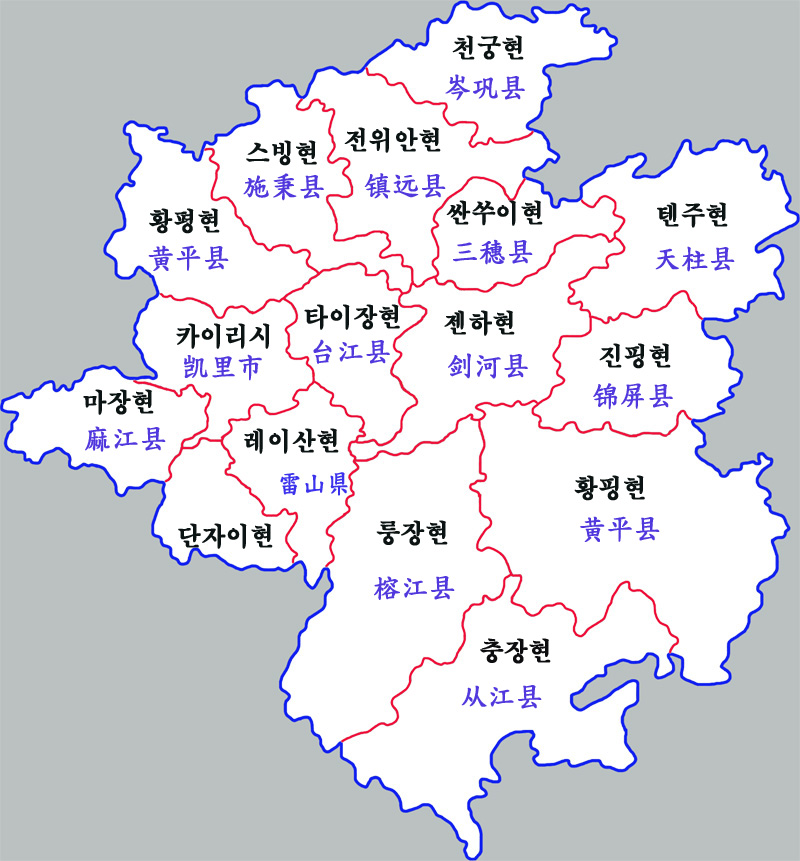
천둥난 먀오족 둥족 자치주 현급구역

1개의 현급시, 15개의 현을 관할한다.
현급시
- 카이리 시(凯里市)

현(県)
- 마장 현(麻江县)
- 레이산 현(雷山县)
- 타이장 현(台江县)
- 진핑 현(锦屏县)
- 리핑 현(黎平县)
- 룽장 현(榕江县)
- 충장 현(从江县)
- 싼쑤이 현(三穗县)
- 전위안 현(镇远县)
- 천궁 현(岑巩县)
- 톈주 현(天柱县)
- 젠허 현(剑河县)
- 황핑 현(黄平县)
- 스빙 현(施秉县)
- 단자이 현(丹寨县)

## 인구
2002년 말의 총인구 4,312,900명, 도시 인구는 798,800명, 농촌 인구는 3,514,100명으로 집계되었다. 민족 구분으로는 한족이 936,310명으로 19.39%, 소수민족이 3,476,800명으로 80.61%를 차지하며, 먀오족 1,784,300명, 동족이 1,359,000명이 있다.